# Ip (Sălaj)
Ip es una comuna ubicada en el distrito de Sălaj, Rumania.

## Superficie
Posee una superficie de 60,13 kilómetros cuadrados.

## Demografía
Hasta 2021 la población era de 3288 habitantes, con una densidad de población de 54,68 habitantes por kilómetro cuadrado.